# Jorge Regueira
Jorge Regueira Mosquera (La Coruña, 14 de agosto de 1962) es un artista que fusiona caligrafía con pintura. Dos de sus obras están expuestas en el Contemporary Museum of Calligraphy de Moscú.

## Biografía
Jorge Regueira empezó su trayectoria profesional como redactor publicitario y ejerció también como director de arte en el campo de la publicidad; su interés por el arte, manifestado en otros ámbitos como su afición a escribir relatos, lo llevaron a investigar la capacidad expresiva del trazo escrito. En su carrera como artista plástico, ha expuesto en espacios como Est_Art, exposiciones en los hoteles NH Eurobuilding y Hesperia de Madrid. Ha sido el primer español en participar en la 6.ª Exposición Internacional de Caligrafía de Moscú, institución que exhibe dos de sus obras con carácter permanente.
Regueira es autodidacta y su obra adquiere un carácter especial por la utilización de instrumentos de fabricación propia a partir de materiales naturales, como algas y ramas.